# بريت إيرفين
بريت إيرفين هي ممثلة كندية، ولدت في 10 نوفمبر 1984 بفانكوفر في كندا.

## أعمال

### أفلام
- (2012) العهد[2]

### مسلسلات
- في

## وصلات خارجية
- بريت إيرفين على موقع IMDb (الإنجليزية)
- بريت إيرفين على موقع ألو سيني (الفرنسية)
- بريت إيرفين على موقع أول موفي (الإنجليزية)
- بريت إيرفين على موقع قاعدة بيانات الأفلام السويدية (السويدية)
- بريت إيرفين على موقع قاعدة بيانات الفيلم (الإنجليزية)
- بريت إيرفين على موقع كينوبويسك (الروسية)
- بريت إيرفين على موقع كينوبويسك (الروسية)